# Grantsville (Utah)
Grantsville – miasto w Stanach Zjednoczonych, w stanie Utah, w hrabstwie Tooele.